# Кітамото Аяко
Кітамото Аяко (яп. 北本 綾子; нар. 22 липня 1983, Саппоро, Хоккайдо, Японія) — японська футболістка та тренерка, півзахисниця, виступала в збірній Японії.

## Клубна кар'єра
Кітамото народилася 22 липня 1983 року в місті Саппоро. Закінчила «Токійський жіночий коледж фізичного здоров'я», з 2004 по 2010 рік виступала в «Урава Редс». У 2009 році потапила до Найкращої 11-ки Японії. По завершенні сезону 2010 року закінчила футбольну кар'єру. У 2014 році стала граючою тренеркою новоствореного клубу «Орка Камогава». Виступала в команді до завершення сезону 2015 року.

## Кар'єра в збірній
У серпні 2002 року Аяко була викликана до збірної Японії U-20 для участі в чемпіонаті світу U-19 2002. Дебютувала за головну збірну країни 6 червня 2004 року в поєдинку проти збірної США. З 2004 по 2010 рік зіграла 17 матчів та відзначилася 4-а голами.

## Кар'єра тренерки
У 2014 році була призначена головною тренеркою новоствореного клубу «Орка Камогава». Кар'єру гравчині завершила в 2015 році, проте на посаді головної тренерки продовжила працювати до завершення сезону 2017 року.

## Статистика виступів у збірній
| жіноча національна збірна Японії | жіноча національна збірна Японії | жіноча національна збірна Японії |
| Рік                              | Матчі                            | Голи                             |
| -------------------------------- | -------------------------------- | -------------------------------- |
| 2004                             | 2                                | 3                                |
| 2005                             | 4                                | 0                                |
| 2006                             | 0                                | 0                                |
| 2007                             | 1                                | 0                                |
| 2008                             | 2                                | 0                                |
| 2009                             | 3                                | 0                                |
| 2010                             | 5                                | 1                                |
| Загалом                          | 17                               | 4                                |

## Досягнення
- Чемпіонат Японії
  -  Чемпіонка (5): 2004, 2009